# Duilio Collutiis
Duilio Collutiis (Maratea, 28 agosto 1976) è uno scacchista italiano, Maestro internazionale, campione italiano nel 2002. Essendo ipoudente ha partecipato anche a competizioni riservate a questa particolare categoria, vincendo il relativo campionato del mondo nel 2016.

## Biografia
Nel 2001 ha vinto il campionato italiano ASIS (campionato italiano per non udenti) e nel 2002 ha partecipato alle Olimpiadi di Bled nella rappresentativa degli scacchi silenziosi.
Nel novembre 2002 ha ottenuto il risultato più importante della sua carriera, vincendo il Campionato italiano assoluto a Montecatini Terme. Dopo un ottimo inizio di torneo è stato superato in classifica da tre giocatori, che ha riscavalcato all'ultimo turno, terminando a pari punti con il Maestro internazionale Bruno Belotti, sul quale ha prevalso nello spareggio tecnico dopo quattro partite rapid e due blitz.
Nel 2004 ha conseguito il titolo di Maestro internazionale e nel maggio 2012 ha raggiunto il massimo punteggio Elo con 2513 punti.
Nel 2016 ha vinto a Erevan il Campionato del mondo ICCD (campionato del mondo per non udenti) sia nella categoria a tempo standard che in quella blitz.